# Chāl-e Monār
Chāl-e Monār (persiska: چالِ مُنار) är en ort i Iran.   Den ligger i provinsen Khuzestan, i den centrala delen av landet, 400 km söder om huvudstaden Teheran. Chāl-e Monār ligger 1 305 meter över havet och antalet invånare är 126.
Terrängen runt Chāl-e Monār är kuperad åt nordväst, men åt sydost är den bergig. Runt Chāl-e Monār är det ganska glesbefolkat, med 48 invånare per kvadratkilometer. Närmaste större samhälle är Lalar, 12,5 km norr om Chāl-e Monār. Trakten runt Chāl-e Monār består i huvudsak av gräsmarker.